# Juan de Ancheta
Juan de Ancheta (o Anchieta) (Azpeitia, Guipúzcoa, c. 1533 – Pamplona, Navarra, 30 de noviembre de 1588) fue un escultor español de estilo romanista. Sus obras en madera y alabastro influyeron en el área del actual País Vasco, Valladolid, León, Burgos, El Escorial, Navarra, La Rioja y Aragón siendo la «figura más brillante y definitoria» de la escultura del norte peninsular en su época.
No debe confundirse con el músico Juan de Anchieta.

## Vida y obra
Nacido presumiblemente en 1533 en el barrio de Urrestilla, en Azpeitia, dentro de una familia hidalga, «en una pintoresca casa-torre tardogótica, situada en un alto, que ha sobrevivido al paso de los siglos». La familia llegó a emparentar, tras varias rivalidades, con los Loyola.

### Etapa castellana
Aunque, siguiendo a Cea Bermúdez, son varios los autores que suponen una formación florentina, es factible ponerlo en duda ya que «Anchieta pudo aprender todo sin salir» de España, «más aún si se piensa en los repertorios de grabados y dibujos que manejaban los escultores de su tiempo.» Para la catedrática María Concepción García Gaínza, su formación inicial fue castellana, en Valladolid, donde se firma su carta de aprendizaje el 26 de octubre de 1551. Su hermano mayor, Miguel de Anchieta, ensamblador de oficio, ejerce de tutor junto a Antonio Martínez, un imaginero de Medina de Rioseco, durante los cinco años de su formación. En esta época Anchieta trabaja posiblemente con Gaspar Becerra hacia 1558, en un retablo de la catedral de Santa María de Astorga. De hecho su casi coetáneo, López Martínez de Isasti afirmaba tajantemente en 1630 que «Juanes de Anchieta hizo el retablo famoso de la Santa Iglesia de Astorga.»
Siguió trabajando en el área de Valladolid y Burgos, siendo nombrado por Juan de Juni en su testamento como el único escultor capaz de terminar su retablo en Santa María de Mediavilla, en Medina de Rioseco. Estas «elogiosas palabras que expresa éste en su testamento sobre Anchieta implican un conocimiento largo en el tiempo y profundo en la proximidad que proporciona un aprendizaje» cercano del escultor guipuzcoano respecto al taller de los Juni. Con todo, finalmente, el mencionado retablo sería concluido por otro artista, Esteban Jordán.
Hacia 1565 Ancheta estaba en Valladolid, pero poco después ya debía de estar en Briviesca, presumiblemente ayudando a Gaspar Becerra en un retablo para la iglesia del convento de Santa Clara. El estilo de Ancheta delata la influencia del manierismo de Becerra, enriquecido con el clasicismo de la escultura que se hacía en Roma.

### Etapa navarra
Regresó al País Vasco y se casó en su lugar de origen con Ana de Aguirre, hacia 1570. Pronto se trasladaron a Pamplona, pasaron por Aragón y se establecieron definitivamente en Pamplona, en la Navarrería, hacia 1577, «cuando el escultor alquila unas casas en el barrio de la catedral donde vivían los maestros que trabajaban la madera.» Más tarde, en 1585, compra «una casa situada en la calle de la Navarrería por la que pagó 1000 ducados.» Para poder trabajar en la ciudad, según las ordenanzas de 1586, ingresó en el gremio de San José y Santo Tomás.
En 1571 terminó las delicadas figuras del retablo de la capilla de los arcángeles de san Miguel, Gabriel y Rafael de la catedral zaragozana, mandada construir por el destacado financiero judeoconverso Gabriel Zaporta.
Hacia 1575-78 Ancheta trabajó en la capilla de los Trinitarios de la catedral de Jaca; una figura de Dios Padre se inspira directamente en el Moisés de Miguel Ángel.
Antes de 1579 (probablemente hacía 1577), realiza para la capilla de San Juan Bautista, en la catedral de Pamplona, un magnífico Cristo crucificado por encargo del cabildo catedralicio, a razón de 100 ducados. Esta obra se considera una de las mejores tallas de crucificado del siglo XVI, junto con el de Pompeyo Leoni de San Lorenzo de El Escorial.
En 1583 realiza un viaje a El Escorial, con el encargo de tasar la estatua de San Lorenzo, de 4,20 metros de altura, esculpida por Juan Bautista Monegro para presidir la fachada principal del monasterio. Este viaje le permite a Ancheta conocer el complejo monasterial, en fase constructiva muy avanzada, así como la escultura de los Leoni y el Crucificado de mármol de Benvenuto Cellini. Tras este contacto se percibe en la escultura de Anchieta un mayor clasicismo.
El sagrario (1581) y el retablo de la iglesia de San Miguel de Aoiz (1584), así como el retablo mayor de la iglesia de Santa María de Tafalla (1588), son ejemplos significativos dentro de su obra de la aplicación del estilo romanista miguelangelesco, especialmente este último retablo, «uno de los más ricos y completos por su traza y programa iconográfico del Renacimiento hispano» aunque su fallecimiento impidió su acabado siendo terminado por su discípulo Pedro González de San Pedro siguiendo el proyecto trazado por su maestro.
También de esta etapa vital final es la Virgen con el Niño y San Juan del retablo de la iglesia de San Juan Bautista de Obanos (1588) donde se «resume el estilo monumental italianizante y suave de excelente técnica juniana del maestro vasco». También de este momento es el retablo de Santa María de Tolosa (1588).
Enterrado en el claustro de la catedral de Pamplona, en su lápida funeraria se lee: “Aquí yace Anchieta que sus obras no alabó ni las de otros despreció”.

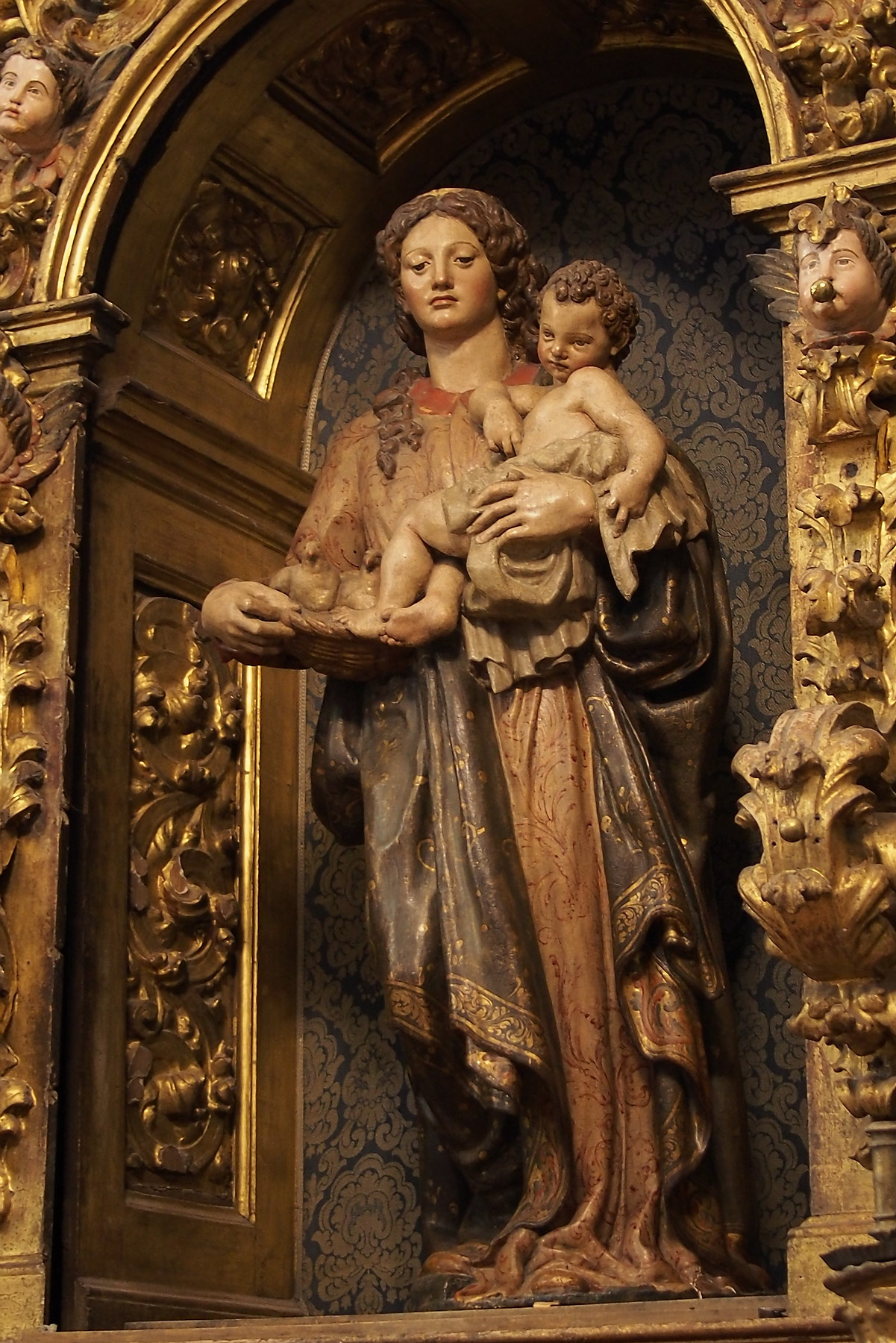
Virgen de la Salve o de las Candelas, c. 1570. Atribuida modernamente a Juan de Ancheta (1533-1588); anteriormente a Manuel Álvarez. Iglesia de Santiago Apóstol, Valladolid.
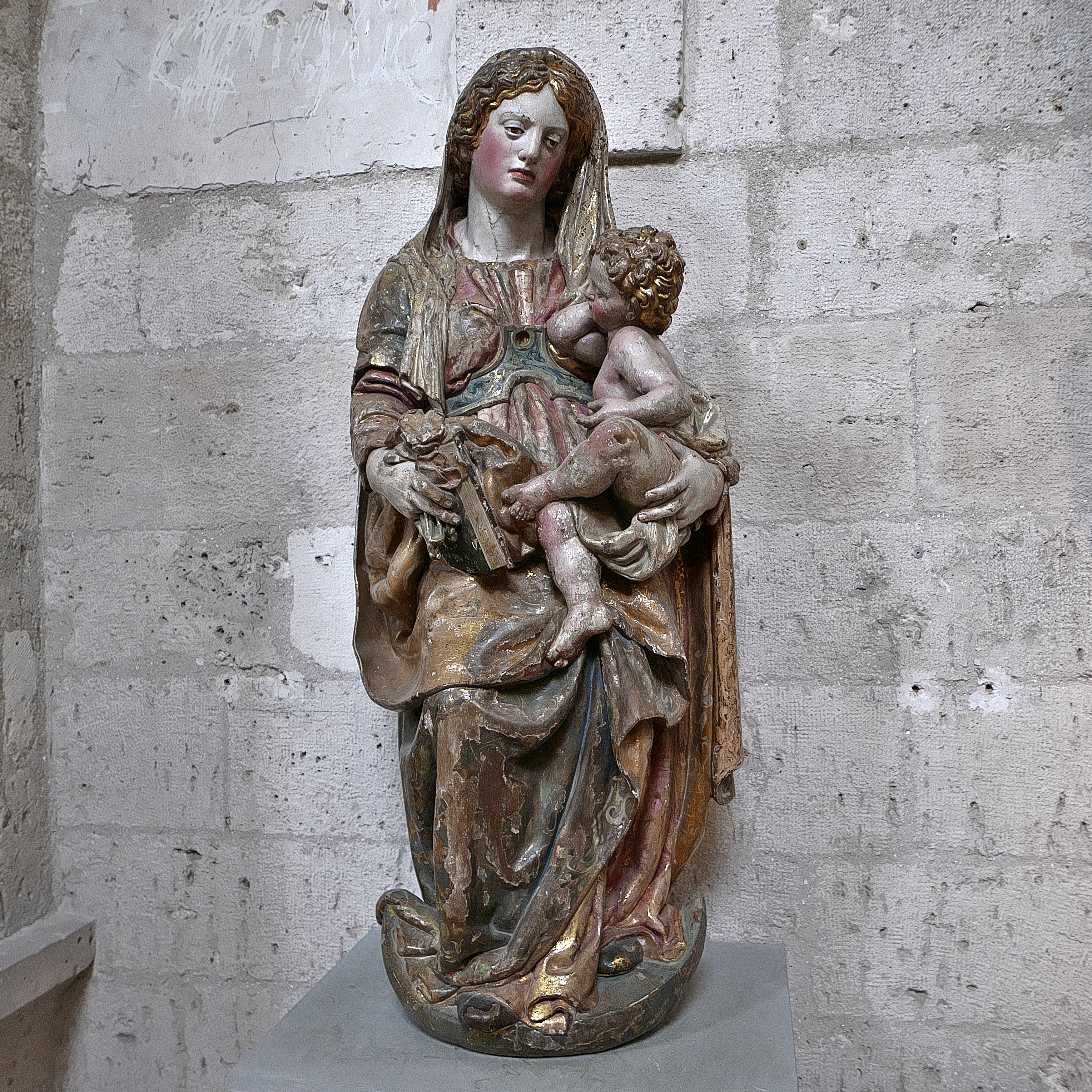
Virgen de los Remedios. Museo Diocesano y Catedralicio de Valladolid. Talla madera policromada (ca. 1565), procedente de Villalba de la Loma
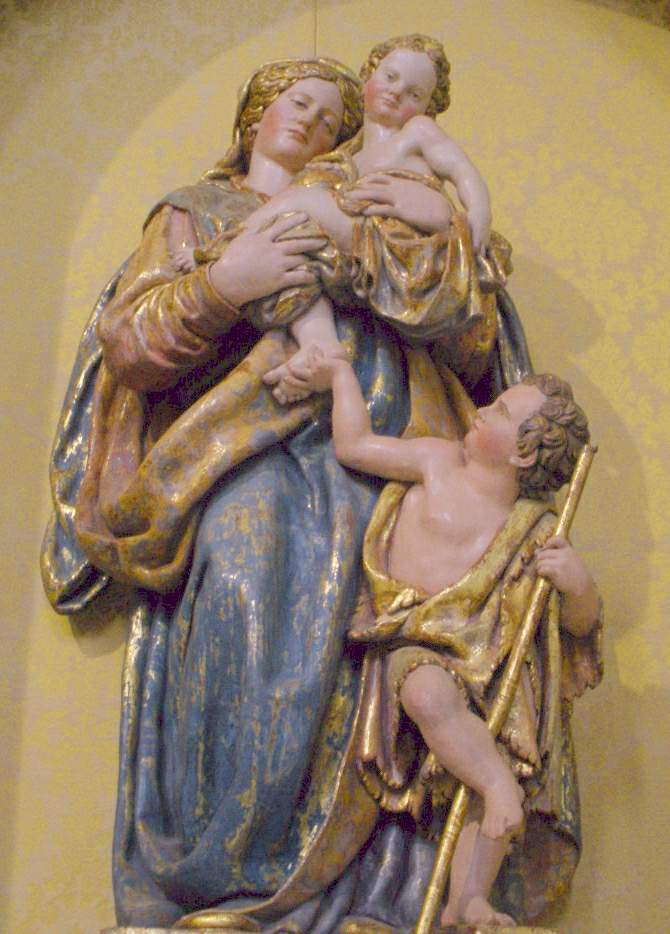
Virgen con el Niño y San Juan, en la iglesia de San Juan Bautista (Obanos)
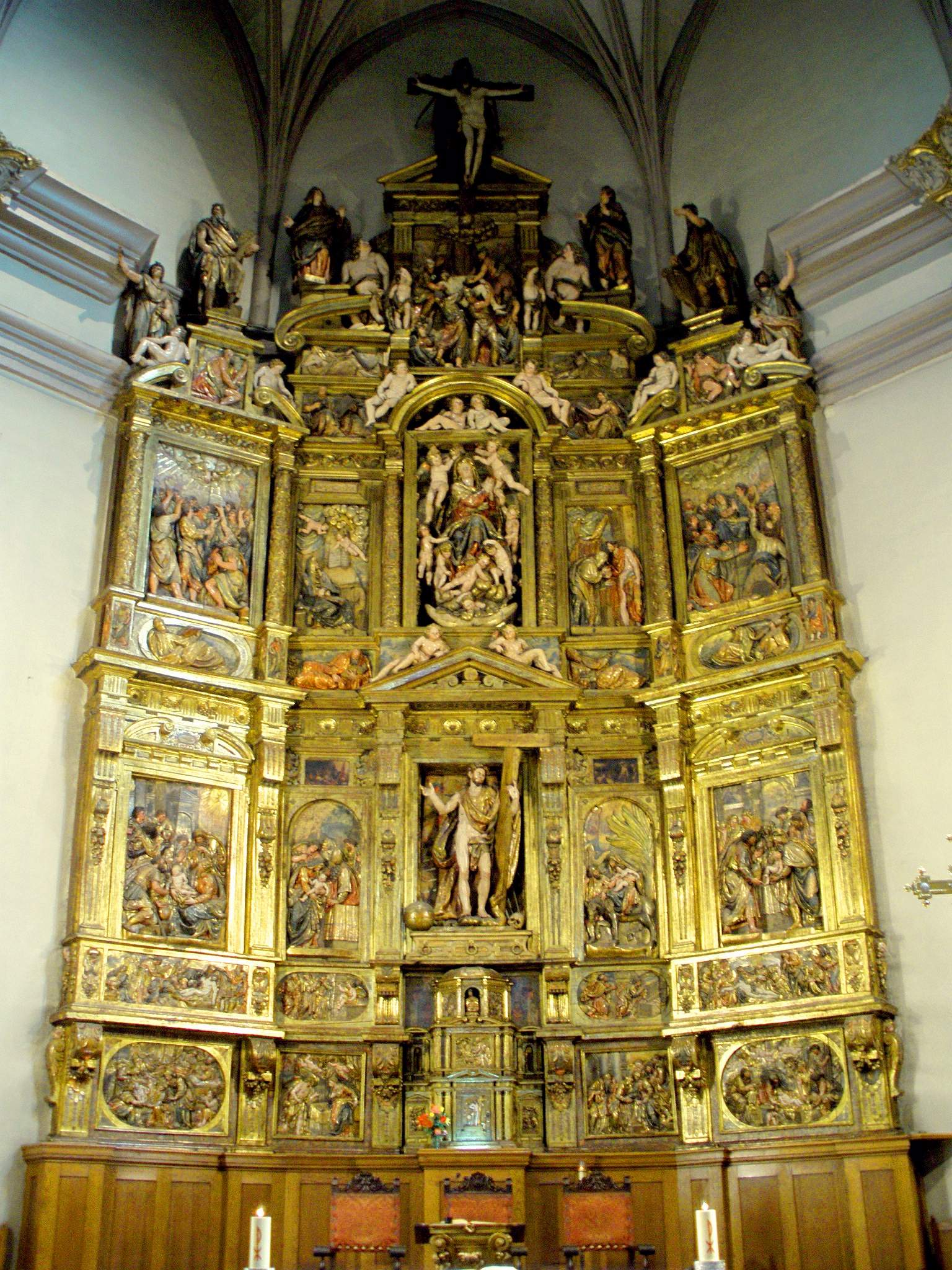
Retablo mayor de la iglesia de Santa María de Tafalla, Navarra, obra cumbre de Juan de Ancheta.
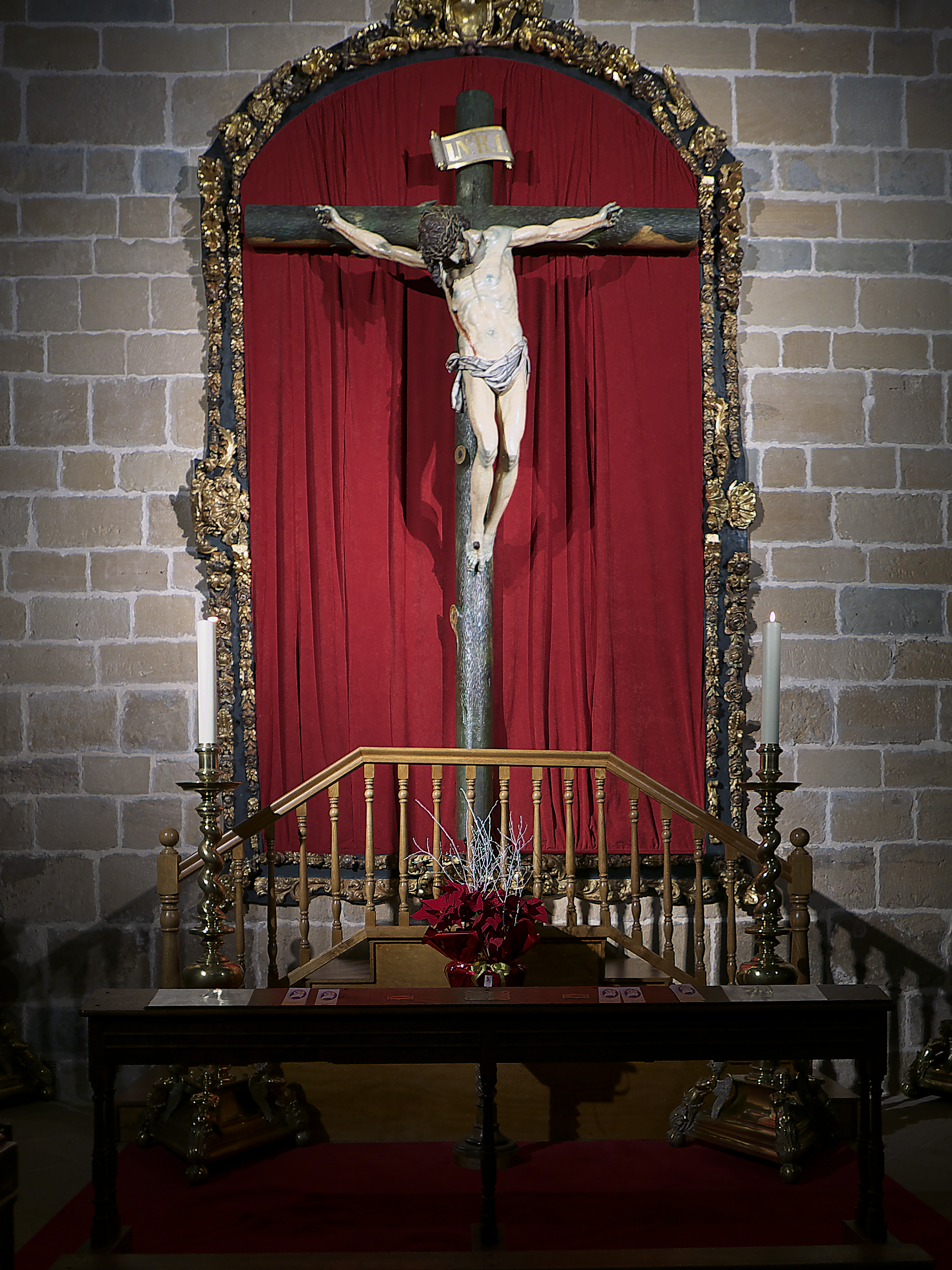
Cristo crucificado de Juan de Ancheta, Capilla de San Juan Bautista (Catedral de Pamplona)
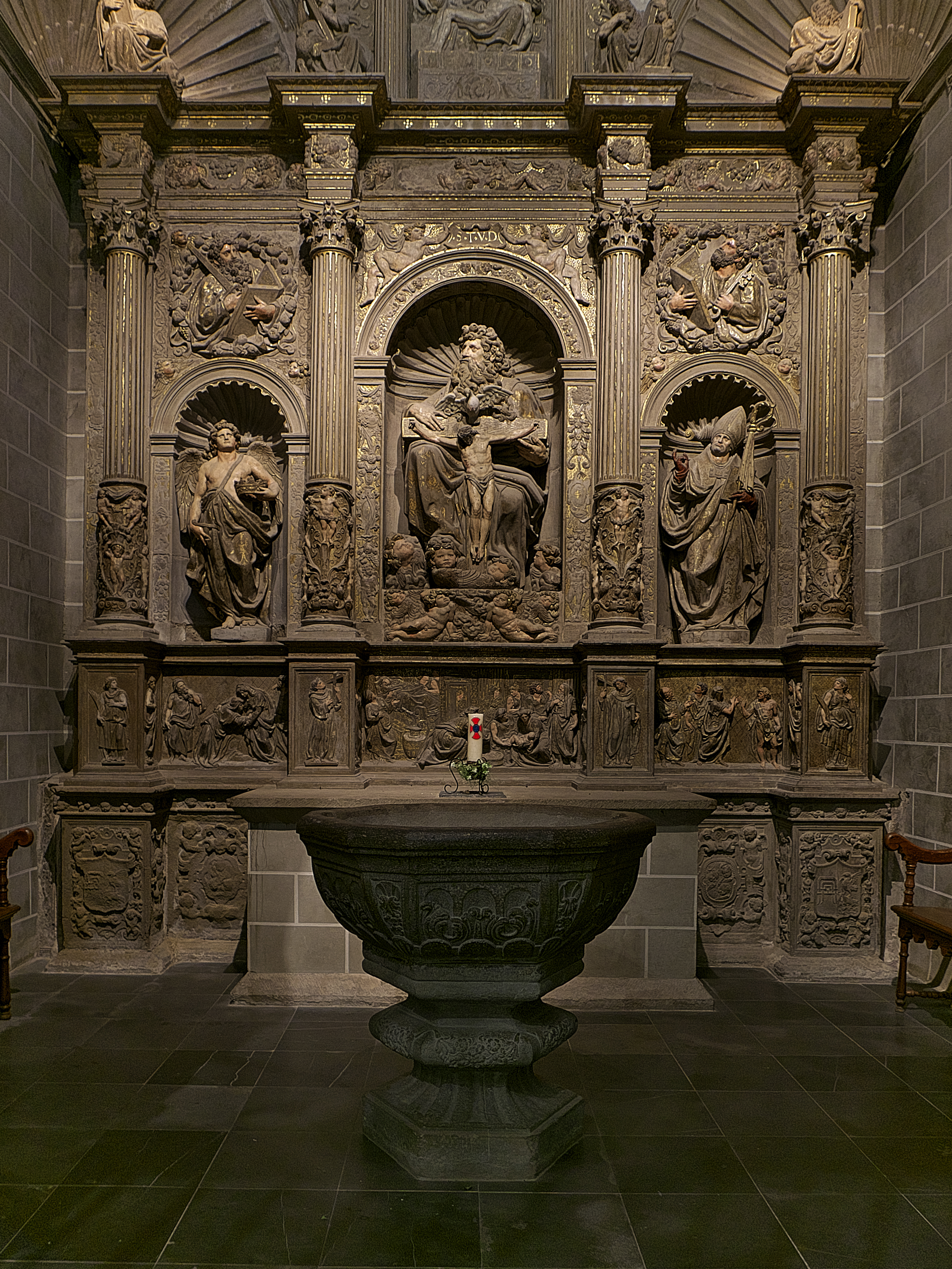
Capilla funeraria de Martín de Sarasa y Juana de Aranda (1569), situada en el muro de los pies. Ancheta realiza est magnífico retablo en alabastro policromado con original iconografía de la Santísima Trinidad.
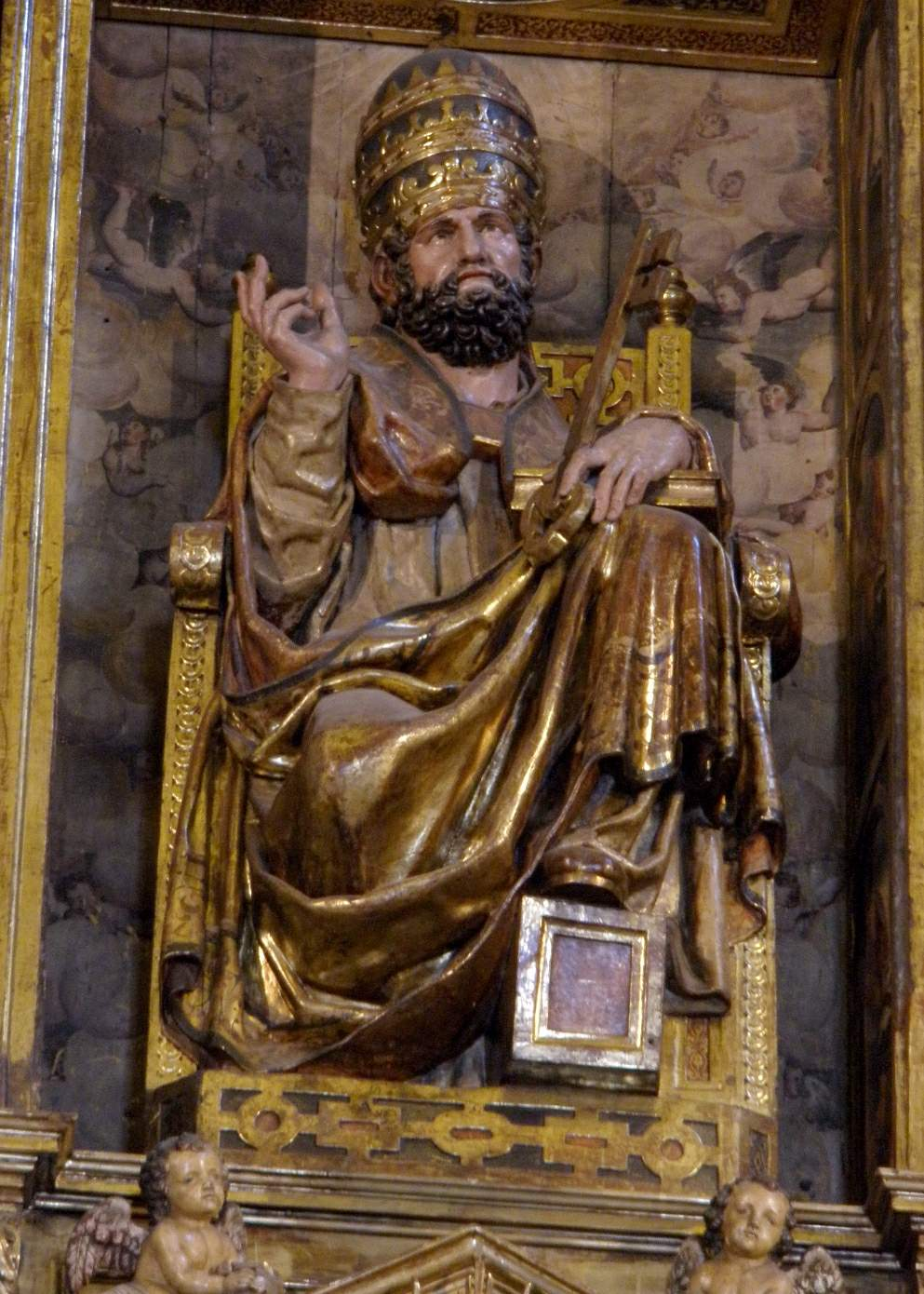
Talla de San Pedro en Zumaya (Guipúzcoa)
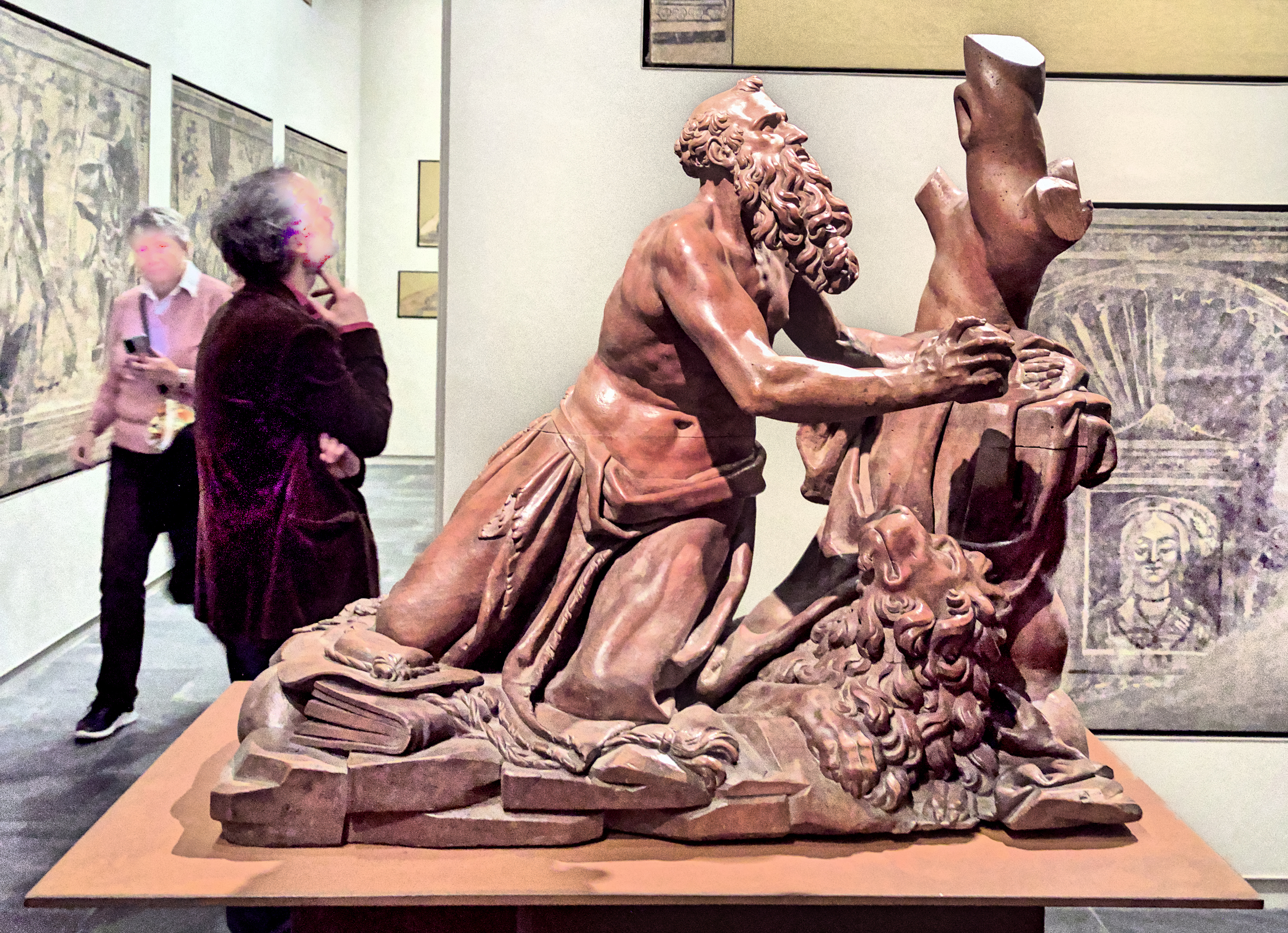
San Jerónimo penitente (Museo de Navarra). Talla del último tercio del siglo XVI procedente de la Capilla Barbazana (Catedral de Pamplona)